# Округ Святої Марії (Меріленд)
Шаблон:StateAbbr_ 38°15′08″ пн. ш. 76°33′49″ зх. д. / 38.252222222222° пн. ш. 76.563611111111° зх. д.
Графство Святої Марії (англ. St. Mary's County) — округ (графство) у штаті  Меріленд, США. Ідентифікатор округу 24037.

## Демографія
За даними перепису 2000 року загальне населення округу становило 86211 осіб, зокрема міського населення було 32597, а сільського — 53614. Серед мешканців округу чоловіків було 43495, а жінок — 42716. В окрузі було 30642 домогосподарства, 22306 родин, які мешкали в 34081 будинках. Середній розмір родини становив 3,17.
Віковий розподіл населення поданий у таблиці:
| Стать    | До 15 років | 15-21 | 22-29 | 30-39 | 40-49 | 50-65 | 65-85 | Понад 85 |
| -------- | ----------- | ----- | ----- | ----- | ----- | ----- | ----- | -------- |
| Чоловіки | 10337       | 4416  | 4196  | 7771  | 6822  | 6412  | 3275  | 266      |
| Жінки    | 9854        | 4321  | 4136  | 7416  | 6671  | 6034  | 3775  | 509      |

## Суміжні округи
- Калверт — північний схід
- Дорчестер — схід
- Сомерсет — південний схід
- Нортамберленд, Вірджинія — південь
- Вестморленд, Вірджинія — південний захід
- Чарлз — північний захід

## Виноски
1. ↑  U.S. Decennial Census. United States Census Bureau. Архів оригіналу за 2 серпня 2018. Процитовано 14 вересня 2014.
2. ↑  Historical Census Browser. University of Virginia Library. Архів оригіналу за 11 серпня 2012. Процитовано 14 вересня 2014.
3. ↑  Population of Counties by Decennial Census: 1900 to 1990. United States Census Bureau. Архів оригіналу за 31 жовтня 2014. Процитовано 14 вересня 2014.
4. ↑  Census 2000 PHC-T-4. Ranking Tables for Counties: 1990 and 2000 (PDF). United States Census Bureau. Архів оригіналу (PDF) за 18 грудня 2014. Процитовано 14 вересня 2014.
5. ↑  State & County QuickFacts. United States Census Bureau. Архів оригіналу за 21 серпня 2013. Процитовано 24 серпня 2013.(англ.) Наведено за англійською вікіпедією.
6. ↑  American FactFinder. Бюро перепису населення США. Архів оригіналу за 21 травня 2008. Процитовано 31 січня 2008.

| США | Це незавершена стаття з географії США. Ви можете допомогти проєкту, виправивши або дописавши її. |